# Svärdsjö socken
Svärdsjö socken ligger i Dalarna, ingår sedan 1971 i Falu kommun och motsvarar från 2016 Svärdsjö distrikt.
Socknens areal är 932,20 kvadratkilometer, varav 853,21 land. År 2020 fanns här 4 288 invånare. I socknen ligger tätorterna Linghed, Bengtsheden, Toftbyn och Svärdsjö (Borgärdet). Sockenkyrkan Svärdsjö kyrka ligger omkring en kilometer norr om tätorten Svärdsjö.

## Administrativ historik
Svärdsjö socken har medeltida ursprung. Ur socknen utbröts 1620 Sundborns socken och 1671 Envikens socken. På 1700-talet bildades Svartnäs församling som kapellag/bruksförsamling i Svärdsjö församling som 1919 blev kapellförsamling. Den 25 januari 1924 blev Svartnäs annexförsamling samt egen jordebokssocknen. Någon utbrytning till egen landskommun skedde dock aldrig, så sockenbildningen fullföljdes inte.
Vid kommunreformen 1862 övergick socknens ansvar för de kyrkliga frågorna till Svärdsjö församling och för de borgerliga frågorna till Svärdsjö landskommun. Landskommunen uppgick 1971 i Falu kommun.
1 januari 2016 inrättades distriktet Svärdsjö, med samma omfattning som församlingen hade 1999/2000.
Socknen har tillhört fögderier, tingslag och domsagor enligt vad som beskrivs i artikeln Dalarna. De indelta soldaterna tillhörde Dalaregementet, Rättviks kompani.

## Geografi

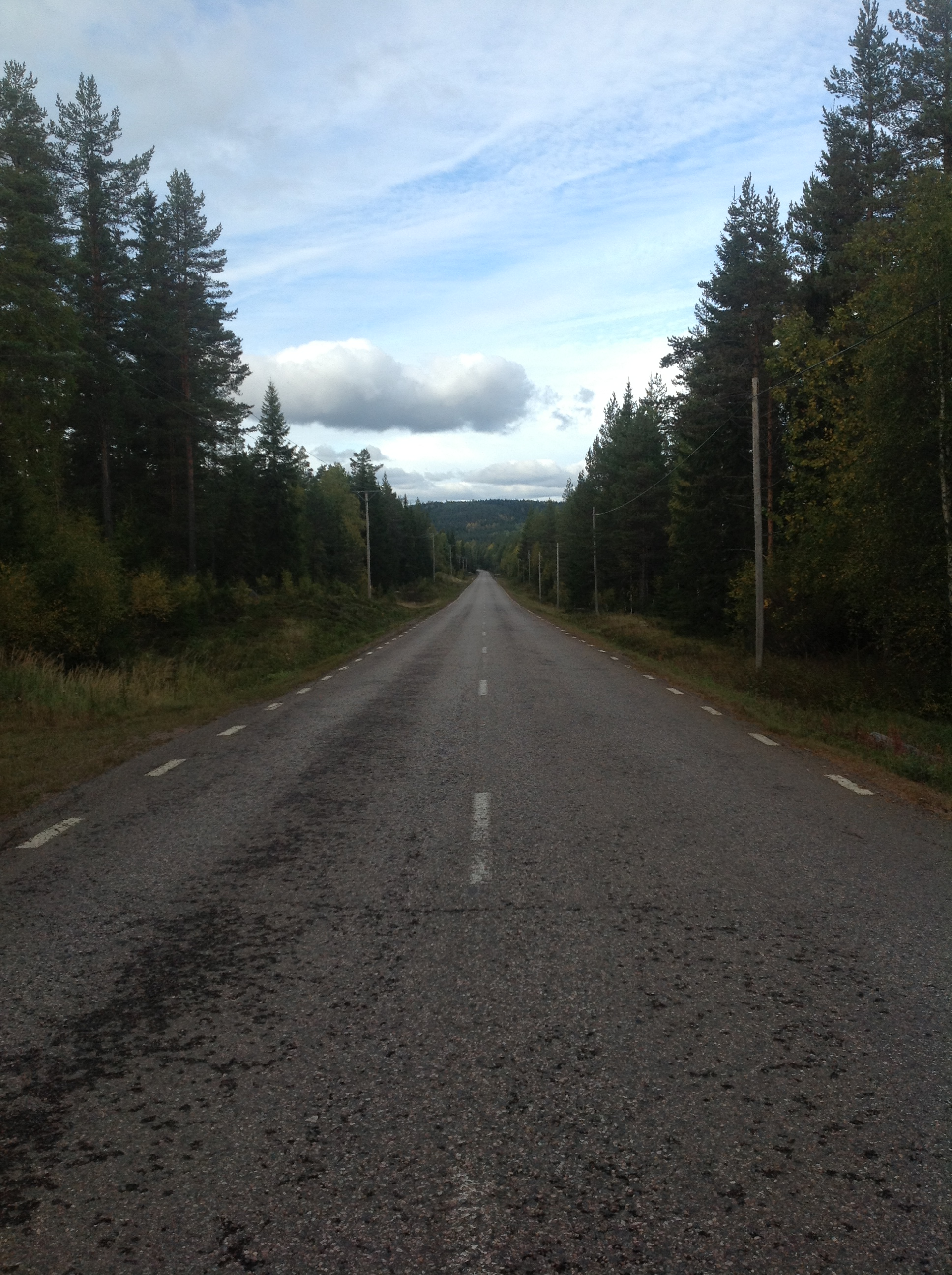
Landsvägen mellan Svärdsjö och Svartnäs

Svärdsjö socken ligger nordost om Falun kring Svärdsjöån, Jädraån och Storån och kring sjöarna Liljan och Toftan. Socknen har odlingsbygd i ådalarna och vid sjöarna och är i övrigt en kuperad skogsbygd  med höjder som når till omkring 400 meter över havet.

## Historia
Några boplatser från stenåldern och enstaka gravar från järnåldern är funna. Ett femtiotal fångstgropar har påträffats.
Omkring år 1600 flyttade ett antal finska familjer från Rautalampi härad i Finland och bosatte sig i den för övrigt obebodda norra delen av socknen. Lagfarter utfärdades 8 november 1613 i Falun av Gustav II Adolf. Från dessa bosättare finns kvar namn på platser som Båtpers, Nilslarsberg, Lars-Hindersgårdarna, Baståsen, Backans och Sveds.
1735 grundades Svartnäs bruk av Stora Kopparbergs Bergslag. Järnbruket fick stor betydelse för socknen och 1870 bodde 800 personer i Svartnäs församling. Bruket lades ned 1889.

## Namnet
Namnet (1384 Swalase, 1465 Suerdasio) kommer från kyrkbyn som tagit namnet från sjön Svärdsjön. Förleden innehåller troligen ordet svärd/svard/svål, 'grässvål, syftande på gräsbotten eller grässtränder.

## Befolkningsutveckling
| Befolkningsutvecklingen i Svärdsjö socken 1750–2020 | Befolkningsutvecklingen i Svärdsjö socken 1750–2020 | Befolkningsutvecklingen i Svärdsjö socken 1750–2020 | Befolkningsutvecklingen i Svärdsjö socken 1750–2020 | Befolkningsutvecklingen i Svärdsjö socken 1750–2020 |
| --- | --------------------------------------------------- | --------------------------------------------------- | --------------------------------------------------- | --------------------------------------------------- |
| |                                                     |                                                     |                                                     |                                                     |
| År |                                                     |                                                     | Folkmängd                                           |                                                     |
| 1750 | 1750                                                |                                                     | 3 769                                               |                                                     |
| 1760 | 1760                                                |                                                     | 3 906                                               |                                                     |
| 1769 | 1769                                                |                                                     | 4 042                                               |                                                     |
| 1780 | 1780                                                |                                                     | 4 293                                               |                                                     |
| 1790 | 1790                                                |                                                     | 4 526                                               |                                                     |
| 1800 | 1800                                                |                                                     | 4 665                                               |                                                     |
| 1810 | 1810                                                |                                                     | 4 641                                               |                                                     |
| 1820 | 1820                                                |                                                     | 5 122                                               |                                                     |
| 1830 | 1830                                                |                                                     | 5 532                                               |                                                     |
| 1840 | 1840                                                |                                                     | 5 649                                               |                                                     |
| 1850 | 1850                                                |                                                     | 6 346                                               |                                                     |
| 1860 | 1860                                                |                                                     | 6 930                                               |                                                     |
| 1870 | 1870                                                |                                                     | 7 452                                               |                                                     |
| 1880 | 1880                                                |                                                     | 7 858                                               |                                                     |
| 1890 | 1890                                                |                                                     | 5 615                                               |                                                     |
| 1900 | 1900                                                |                                                     | 5 811                                               |                                                     |
| 1910 | 1910                                                |                                                     | 5 950                                               |                                                     |
| 1920 | 1920                                                |                                                     | 5 860                                               |                                                     |
| 1930 | 1930                                                |                                                     | 5 021                                               |                                                     |
| 1940 | 1940                                                |                                                     | 4 491                                               |                                                     |
| 1950 | 1950                                                |                                                     | 4 674                                               |                                                     |
| 1960 | 1960                                                |                                                     | 4 582                                               |                                                     |
| 1970 | 1970                                                |                                                     | 4 319                                               |                                                     |
| 1980 | 1980                                                |                                                     | 4 439                                               |                                                     |
| 1990 | 1990                                                |                                                     | 4 628                                               |                                                     |
| 2010 | 2010                                                |                                                     | 4 232                                               |                                                     |
| 2020 | 2020                                                |                                                     | 4 288                                               |                                                     |
| Anm: Tabellen inkluderar Enviken fram till 1880 och Svartnäs fram till 1920. Efter 1995 inkluderas återigen Svartnäs, efter en församlingssammanslagning. Källor: Umeå universitet - Tabellverket 1749-1859, Demografiska databasen, CEDAR, Umeå universitet, Befolkning per församling, Folkmängden per distrikt, landskap, landsdel eller riket efter kön. År 2015 - 2022. |                                                     |                                                     |                                                     |                                                     |